# Ford Corcel
El Ford Corcel es un automóvil de turismo del segmento D, producido por la filial brasileña del fabricante estadounidense Ford. El vehículo fue un desarrollo completamente local realizado por la filial brasileña de Ford, luego de la adquisición por parte de esta firma del paquete accionario de la Willys Overland do Brasil, la cual originalmente iba a llevar a cabo la producción de este vehículo en convenio con la firma francesa Renault. Tras la quiebra y consecuente desaparición de la Willys, las negociaciones continuaron su curso, lo que desembocó en el desarrollo y posterior producción del Corcel.
Este coche no era más que un derivado del modelo francés Renault 12. No obstante, a pesar de que su mecánica se mantuvo inalterable, uno de los requisitos que impuso Ford para su producción fue el rediseño de su carrocería, presentando una nueva versión sedan de cuatro puertas a la que años después se le sumaron las versiones coupé de dos puertas y familiar de tres puertas.
Su producción se extendió entre los años 1968 y 1986, presentando dos generaciones. A partir de la segunda generación lanzada en el año 1977, el Corcel fue tomado como base para la producción de un sedán de lujo, que fue conocido como Ford Del Rey , y una camioneta pickup, que fue bautizada como Ford Pampa. Su producción cesó para dar lugar a la producción del sedán Ford Verona y de su similar liftback Escort.

## Historia

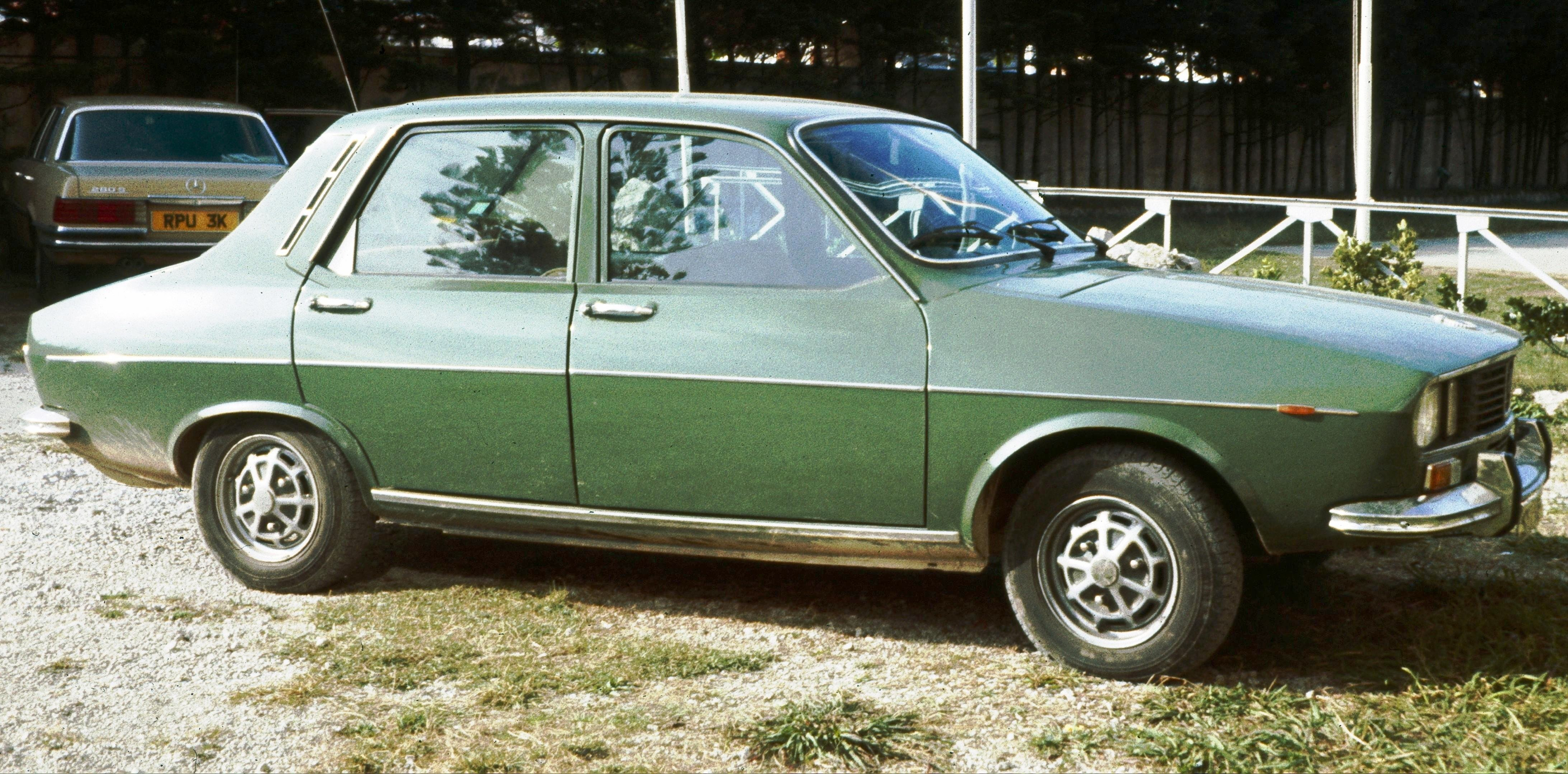
Renault 12, modelo que serviría como base del Ford Corcel.

En 1969, se presentó en el Salón del Automóvil de Francia el nuevo Renault 12, un vehículo con el que la marca se posicionaría en el segmento de los autos medianos, reemplazando al Renault 8. Con este modelo, Renault tenía pensado ingresar definitivamente en mercados donde era conocido por sus modelos de bajo costo. Sudamérica era precisamente uno de esos mercados, donde Renault era conocido a través de sus productos R4 y Dauphine.
En Argentina y Colombia, las negociaciones fueron exitosas, por lo que al año siguiente el vehículo comenzó a ser fabricado por sus respectivos representantes.
En Brasil, La Régie Nationale des Usines Renault inició las tratativas para su producción con la Willys Overland do Brasil, representante oficial de Renault en aquel país, que ya se encontraba fabricando el Renault Dauphine. Sin embargo, a mitad de las negociaciones, esta empresa quebró y su control fue asumido por la Ford Motor Company que de esa manera iniciaba su posicionamiento en el mercado brasileño.
Ford no era una marca con mucho mercado en el país, ya que solo ofrecía el Ford Galaxie 500, un coche muy grande y costoso, y complementaba su gama con la Línea F de camiones y utilitarios. Fue así que vio en este coche una inmejorable oportunidad de ofrecer al público un coche popular y de bajo costo. Es así como la Ford Motor do Brasil, decidió continuar las negociaciones con Renault para la fabricación de este auto. Finalmente las negociaciones llegaron a buen puerto, teniendo como saldo la producción de un nuevo vehículo que conservaba la mecánica original del Renault 12, pero sufría una fuerte modificación en el diseño de su carrocería. Es así como nació el nuevo Ford Corcel, llamado así un poco emulando al coche éxito de la marca en Estados Unidos: El Ford Mustang. Su comercial de presentación en Brasil, mostraba a un Ford Mustang corriendo a la par de un Mercury Cougar, y a un Ford Corcel que los rebasaba sin problemas. Luego de eso aparecía una leyenda que decía "O cavalo brasileiro" (El Caballo Brasileño).

## Primera generación (1968 - 1978)

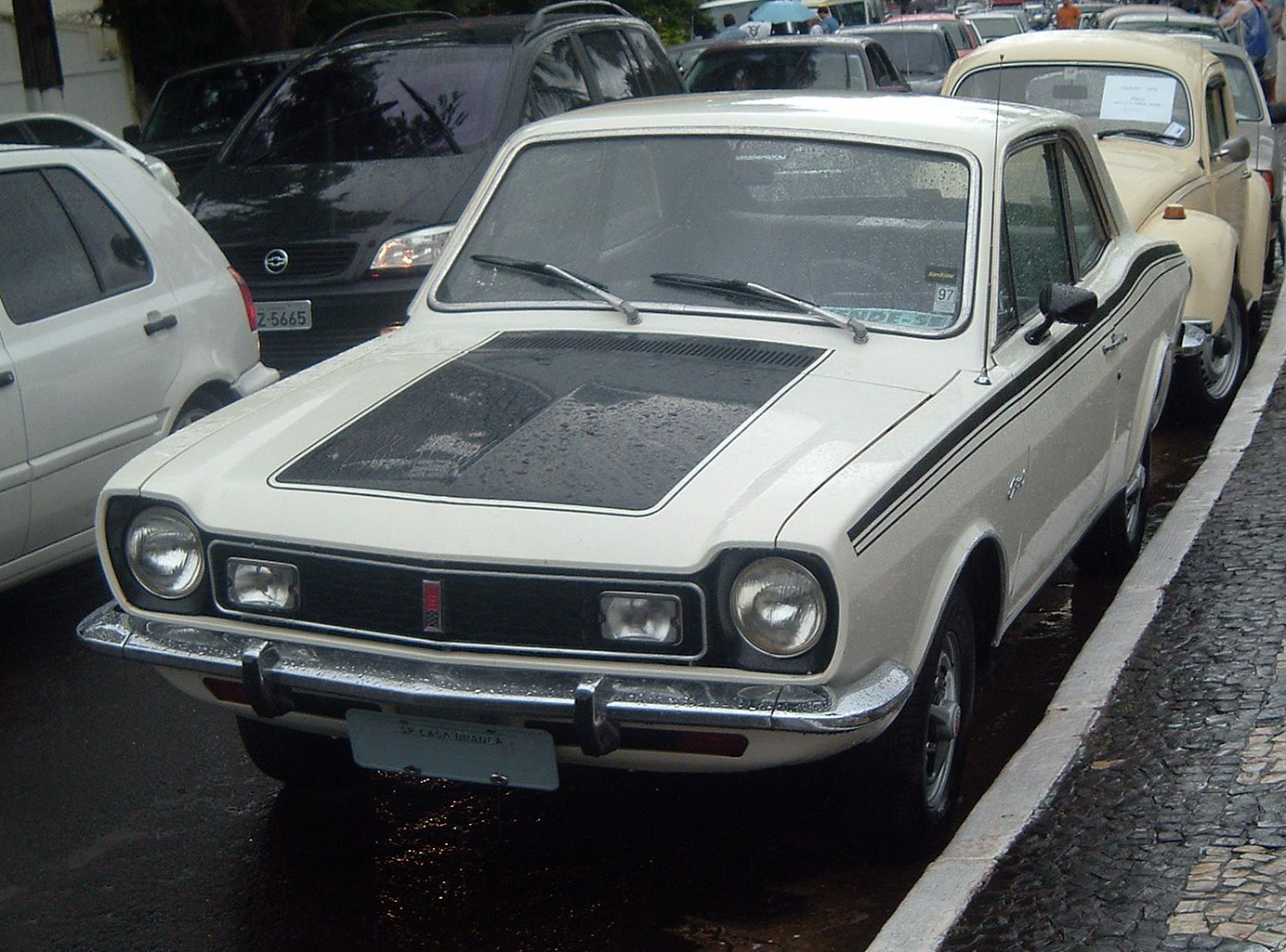
Ford Corcel GT 1974.

En 1966, hizo su presentación en el Salón de Francia el nuevo Renault 12. La marca pretendía ingresar con este auto a los mercados donde solo era conocida por sus coches baratos y de bajo consumo. Fue así que en Brasil comenzó las tratativas de producción de este auto con la Willys Overland do Brasil. Sin embargo, a mitad de camino la Willys quebró y su control fue asumido por la Ford Motor do Brasil. A pesar de todo esto, Ford continuó las tratativas de Willys con Renault, ya que vio en este coche una inmejorable oportunidad de ofrecer a su público un coche barato y popular. El resultado de estas tratativas fue el Ford Corcel, que finalmente fue presentado en diciembre de 1968, en el VI Salón del Automóvil, en San Pablo. Este auto, si bien fue presentado originalmente con carrocería sedán 4 puertas, no conservó la línea original "estilo flecha" que había propuesto Renault con el R12, sino que más bien optó por un diseño que respetaba el frente aerodinámico del coche francés, desde la trompa hasta el parante medio, pero desde este parante hacia el baúl, se optó por un diseño más bien rectilíneo, acorde a la preferencia del mercado brasileño. La trompa también sufrió un pequeño restyling, dejando de lado la acentuada figura puntiaguda del R12, y tomando un diseño más alisado con una pequeña pendiente ascendente desde la parrilla hasta el capó y una pequeña sección afilada en la punta de la parrilla.
En 1969, fue presentada la versión coupé del Corcel, la cual fue todo un suceso en ventas. De hecho, además de serlo fue toda una innovación ya que el R12 solo se ofrecía en versiones berlina y rural de 4 puertas. Con este coche, no solo Ford se salía del parco molde del R12, sino que además ofrecía a su clientela un coche con estilo deportivo. El diseño de este auto, configuraba lo esencial del Corcel, con el estilo de los deportivos netamente americanos. Su nueva figura conservaba las líneas originales del Corcel desde su trompa hasta su parante medio que había sido reubicado más atrás para dar lugar a dos puertas más grandes. Y desde este parante hasta su baúl, la nueva estética del Corcel presentaba un rediseño en la caída de su techo, similar a los deportivos americanos de la época. En sus laterales, a la altura de los vidrios traseros, se alzaba una línea curva que descendía hasta el final de su baúl, similar a la línea de cintura de los Dodge Challenger, dejando de lado el estilo rectilíneo de la berlina.
En cuanto a su mecánica, mantuvo la mecánica original del R12, compartiendo el chasis, el motor, un 1.3 litros de 4 cilindros, 5 bancadas y 68 CV, y su caja manual de cuatro marchas. Otro detalle más heredado del R12 fueron sus neumáticos rodado 13 con solo tres bulones de sujeción. Su suspensión era una verdadera "broma": como el muelle helicoidal estaba ubicado sobre el brazo superior que se apoyaba sobre la parte superior de la caja de la rueda, muchos creían que se trataba de una suspensión Mc Pherson. De hecho, era una suspensión suave y robusta a la vez.
La apertura de su capó, al igual que el Renault 12, se realizaba de atrás para adelante, revelando preocupaciones de seguridad. Si bien, ante un destrabamiento accidental, el capó tendería a permanecer cerrado por las ráfagas de aire que circulan sobre el auto en movimiento, el problema radicaba en que para realizar los trabajos de manutención del motor, había que ubicarse a los costados del vehículo.
Esos mantenimientos no tardaron en llegar, pero en el eje delantero. Los problemas en el alineamiento del sistema de dirección, provocaban el desgaste prematuro de los neumáticos, que todavía eran de construcción diagonal. De hecho, las juntas homocinéticas también daban algún trabajo a los dueños del coche. Fue constatado que el desalineamiento de la dirección estaba, relacionado con la regulación de las ruedas delanteras, a causa de su convergencia complicada. Sucedió entonces el primer rellamado en el país del cual se tienen noticias: Ford, convocó a más de 65 mil propietarios de Corcel para realizar gratuitamente la corrección de este problema. La corrección se resumía en adoptar una altura media para la caja de dirección y fijarla definitivamente ahí.
Luego de este replanteo por parte de Ford, el Corcel comenzó a ser puesto a la venta con la reforma incorporada, pero a pesar de todo continuó con su demoledor ritmo de ventas. Tal fue así, que la versión coupé lanzada en 1969 comenzó a hacer furor entre los jóvenes. Fue por eso que en 1970 fue lanzada la versión Ford Corcel GT, un diseño especial con un toque deportivo. Este auto, presentaba por fuera un decorado con franjas laterales que recorrían los costados del coche de punta a punta.
También, en 1970, fue presentado el Ford Corcel Belina, la versión familiar del Corcel. Si bien, este auto respetaba completamente el diseño original del Renault 12 rural, solamente fue comercializado en versión de tres puertas. No menos que sus hermanos, la Belina también tuvo una buena recepción, pasando cada coche a ocupar un lugar en la sociedad. Es así que el Corcel se transformó en el coche ideal de los taxistas (sedán 4 puertas), el coche preferido de los jóvenes (coupé) y el coche familiar por excelencia (rural).
En 1973, el Corcel recibió un rediseño en su frente y su parte trasera, pasando a llevar faros cuadrangulares que sobresalían de la línea de la trompa, quedando una suave caída entre medio de ellas. Ese año, pasó a llevar el logotipo original de Ford, dentro de un círculo, en el medio de la parrilla. En 1975, esa insignia desapareció, pasando a llevar una nueva divisa, en la que se podía apreciar a un caballo trotando, la cual fue puesta sobre la punta del capó. También, en la parte trasera fueron modificadas las luces, pasando a llevar faros grandes y rectangulares. A pesar de todas estas mejoras, el diseño del Corcel comenzaba a mostrarse envejecido, por lo que era necesario realizar una modificación. Esto se dio finalmente en 1977, con la aparición del nuevo Ford Corcel II.

## Segunda Generación (1978 - 1986)
En 1977, fue presentado el anteproyecto de lo que sería el nuevo Ford Corcel. Finalmente, este modelo vería la luz en el año 1978 siendo presentado como Ford Corcel II. Si bien el modelo mantenía la mecánica original del Corcel I, su estética era totalmente diferente. El nuevo Corcel presentaba un diseño que conjugaba líneas rectas con una caída de techo tipo fastback en línea recta. Este diseño, distaba mucho de ser relacionado con el diseño original de Renault 12, pasando a ser más acorde a los modelos europeos de Ford, como el Taunus y el Cortina MkIII. El nuevo Corcel, distaba mucho de aquel Corcel que fuera presentado en 1968. Además, para esta generación fue suprimida la versión sedán 4 puertas, pasando a ser vendido solamente en versión coupé. Sin embargo, a pesar de que los aficionados a la marca preferían que solamente estuviese en versión coupé, las nuevas puertas del Corcel, resultaron ser muy pesadas para ser cargadas por una persona. Y otro detalle de estas puertas, era que al ser tan grandes, los ceniceros para los asientos traseros se ubicaban en ellas, cuando antes lo hacían por debajo de las manijas levantavidrios.
En 1979, llegaban las reformas más importantes del Corcel, pasando el motor a ganar 1.6 litros de cilindrada y a equiparse con una caja de cambios de 5 velocidades. Sin embargo, la versión de 1.4 litros continuaba siendo producida para aquellos que quisiesen un vehículo más económico. También, en ese año era presentado el Ford Corcel Belina II, la versión station wagon que equipaba la misma motorización. Si bien, el motor de 1.4 estaba destinado para un público que deseaba un modelo más económico, su desempeño era muy modesto e inadecuado para un coche catalogado como deportivo. Su velocidad máxima llegaba a los 135 km/h, y su aceleración de 0 a 100 km/h, la realizaba en 23 segundos. Con el motor de 1,6 litros, el Corcel llegaba a rodar hasta los 145 km/h y aceleraba hasta los 100 km/h en 17 segundos.
En 1980, acompañando la evolución del etanol en Brasil, aparecía la nueva versión con motor impulsado por alcohol. Su recepción fue tal que fue catalogado como el mejor vehículo movido a alcohol en el país. Funcionaba rápido, no tardaba en calentarse, tenía poca vibración y se mantenía regulado por mucho tiempo. Un pequeño logotipo en los parallamas delanteros, con la inscripción Alcohol y cuatro gotas azules en degradé, indicaban el combustible utilizado. Su desempeño general era tan bueno con respecto al modelo a nafta, que tenía aceleraciones más rápidas. El haber sido el último modelo en presentar esta versión del Corcel, contribuyó a su buen resultado y su subsecuente buena fama.
La rural contaba con dos motorizaciones, pero en 1980 pasaba ofrecer solamente los motores de 1.6 litros, mucho más acorde a su peso, sobre todo en viajes con la familia y el maletero llenos. Su única rival de peso en ese entonces era la Caravan de Chevrolet, sin embargo era de mayor porte. La Variant II con la cual Volkswagen pretendía hacerle sombra, no cubría tales expectativas. Como nota curiosa, cabe resaltar que en Venezuela se le adaptó la parrilla frontal del modelo Del Rëy y se vendía como la versión ranchera de este último.  
En marzo de 1980, era lanzado el Corcel II Hobby, una nueva opción de línea más diversificada. Tenía una terminación más básica, pero con espíritu joven y deportivo (por ejemplo, eliminaba los cromados de los paragolpes y de los marcos). Traía algunos accesorios del GT y era una opción más barata que este.
En 1981, llegaba un modelo de suceso en la familia del Corcel: el Ford Del Rëy. Este coche, intentaba reposicionar a la marca Ford en el segmento de los autos de lujo. Se trataba de un coche de dimensiones mayores que el Corcel, pero con la misma mecánica. En 1982, la familia del Corcel se agrandaba con la llegada de la pickup Pampa, un vehículo comercial liviano de gran éxito en el mercado brasileño. Como anécdota, queda el nombre elegido para este modelo, ya que al igual que el Corcel, Pampa también es un nombre de una raza de caballos.
En 1983 llegó la producción del Ford Escort, del cual derivaría unos años más tarde el sucesor del Corcel. A pesar de sus orígenes en Inglaterra, este vehículo fue equipado con el motor CHT de desarrollo brasileño, facilitando su producción. En 1986 y como resultado de la constitución del holding Autolatina, la gama Corcel-Del Rey-Pampa pasó a equipar motores AP-1800 de origen Audi y que equipaban a los vehículos de Volkswagen.
Finalmente, la producción del Corcel terminó en 1986 dando paso a la producción del Ford Verona, un sedán de dos puertas derivado del Ford Orion, a su vez versión sedán del Escort. A pesar del cese de su fabricación, la producción tanto del sedán Del Rey, como de la camioneta Pampa, continuó en los años siguientes, siendo el Del Rey fabricado hasta el año 1991 cuando fue reemplazado por el Ford Versailles, mientras que la Pampa cerró su producción en 1997, siendo su espacio ocupado por la pickup Ford Courier.
Finalmente, este año fue el último de la producción del Corcel, siendo reemplazado por el Ford Escort, y el Del Rëy continuó su producción hasta el año 1991, cuando fue reemplazado por un coche derivado del Volkswagen Santana y fruto de la colaboración entre ambas firmas: El Ford Versailles.

## Derivados
- Ford Del Rey
- Ford Pampa